# Saroptila megalosara
Saroptila megalosara là một loài bướm đêm trong họ Erebidae.